# Phytodietus albitarsis
Phytodietus albitarsis là một loài tò vò trong họ Ichneumonidae.